# ブルノ - モラフスケー・ブラーニツェ - フルショヴァニ・ナド・イェヴィショフコウ/オスラヴァニ線
ブルノ - モラフスケー・ブラーニツェ - フルショヴァニ・ナド・イェヴィショフコウ/オスラヴァニ線（チェコ語;Železniční trať Brno – Moravské Bránice – Hrušovany nad Jevišovkou/Oslavany）は、チェコ国鉄の鉄道線の名称である。路線番号は244。
本線のフルショヴァニ - ブルノ間は、1870年にオーストリア＝ハンガリー国家鉄道（k.k. previligierte Österreichisch-Ungarische Staatseisenbahngesellschaft, StBG）によって開業した。支線のブラーニツェ～オスラヴァニ間は、1912年に開業した。ウィーンとブルノを結ぶ役割を担っていた路線であるが、現在は国境を越える区間が廃止されており、250号線がウィーン～ブルノを結ぶ役割を担っている。

## 歴史

### オーストリア＝ハンガリー国家鉄道及びオーストリア帝国鉄道

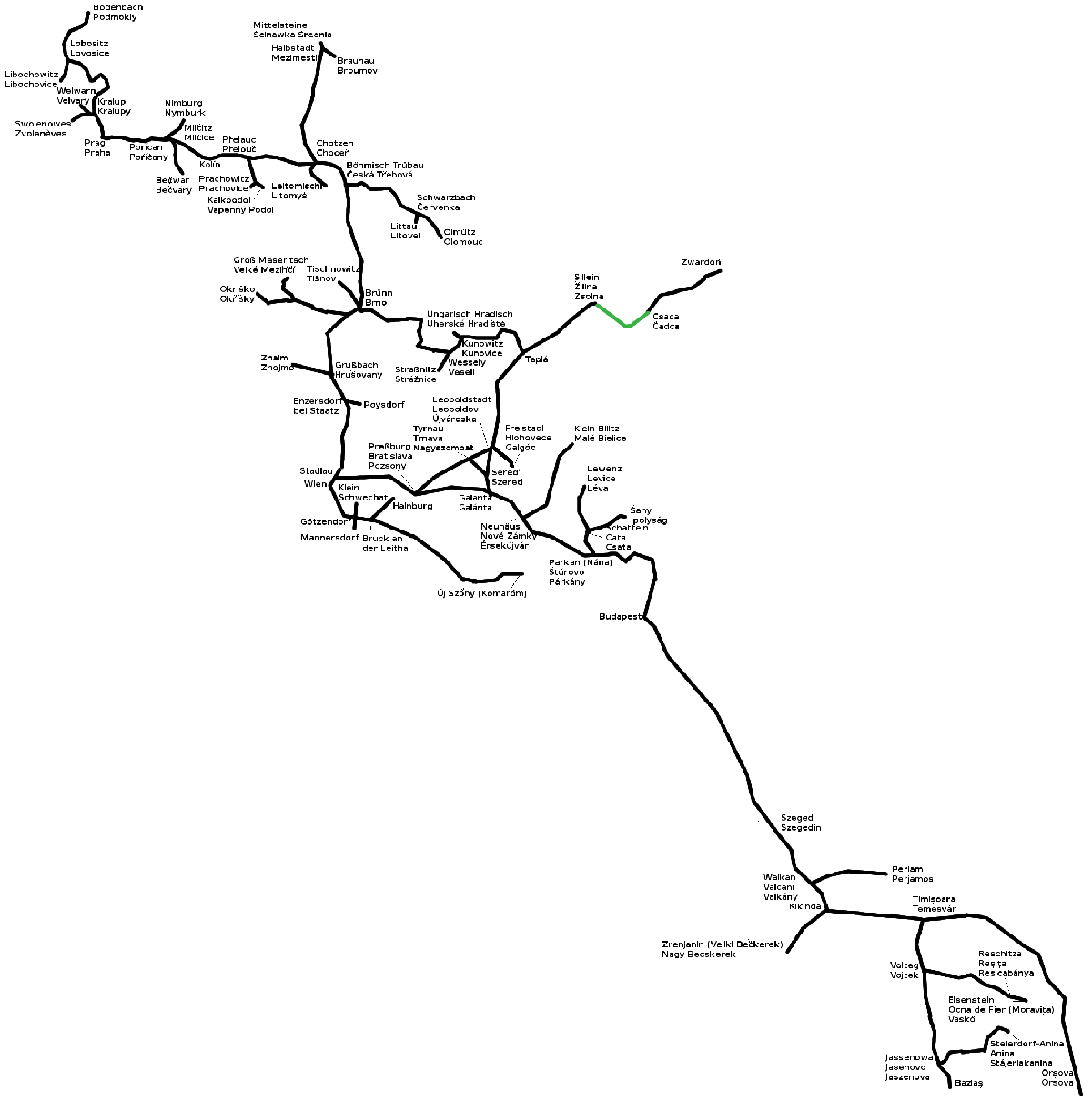
オーストリア＝ハンガリー国家鉄道の路線網

国家鉄道は1863年に、ウィーン - ブリュン区間をブリュン - ゼーゲン・ゴッテス区間と接続する目的で、ブリュン - ロシッツ鉄道（Brünn–Rossitzer Eisenbahn, BRE）の株式を多量で取得した。共通区間のブリュン - シュトレリツ間は1856年1月2日に既に開業された。1866年12月1日に国家鉄道は運営許可を獲得した。
建設工事は1867年の変わり目にシュトレリッツとシュタドラウでそれぞれ開始された。この路線の建設には相当な技術水準と高い費用が要求された。皇帝フェルディナント鉄道の場合とは異なって、モラヴィア区間では多い曲線区間と山地区間が不可避であった。ブドコヴィツェトンネルの場合に、密集した石英層のため、新技術が必要であった。ラドスティツェの両トンネルはオーストリア＝ハンガリー帝国で最初にダイナマイトの活用で建設された。イフラヴァ川の上に鉄骨構造で建設されたイヴァンチツキー高架橋は、当時ヨーロッパで最も巨大な橋梁であった。線路の道床はイヴァンチツキー高架橋を例外として複線用で構築された。1870年6月1日に国家鉄道はブリュン - ロシッツ鉄道と運営権の引き受けに関する契約を締結して、1871年までシュトレリッツ - ブリュン区間を複線で改修した。1870年9月15日にグルースバッハ - シュトレリツ区間がブリュン・ロシッツ駅（現在ブルノ下駅） - 中央駅区間を含めて開業された。
この路線は1909年国家鉄道の他の路線と同じくオーストリア帝国鉄道に引き受けられた。第一次大戦の終戦の後に、ヘブリーン - ブルノ区間はチェコスロバキア国鉄により運営されることとなった。

### チェコスロバキア国鉄時代
チェコスロバキア共和国の成立以降、特急列車の運行は中止されたものの、ウィーン - ブルノ区間の旅客列車は存続した。1920年代末にČSDはズノイモ - ブルノ区間で列車編を開設して、ウィーン - ブルノ区間を旅した乗客はフルショヴァニ＝シャノヴ駅で列車を乗り換えねばならなかった。ウィーン - フルショヴァニ＝シャノヴ区間の列車はオーストリア連邦鉄道（Bundesbahnen Österreich, BBÖ）が運営した。
1938年ドイツのズデーテン地方の占領で、ラー駅からイヴァンチツキー高架橋中間までの区間はドイツ国営鉄道により引き受けられた。モラヴィスキー・クルムロヴ駅とコウニツェ下駅が国境駅となって、旅券検査と関税統制が行われた。ドイツ国営鉄道はこの路線に急行列車を配置しなかった。
1939年にボヘミア＝モラヴィア保護領がドイツにより設置されて、チェコスロバキア国鉄はスロバキアの独立でボヘミア＝モラヴィア保護領鉄道（Českomoraviské dráhy-Protektoratsbahnen Böhmen und Mähren, ČMD-BMB）と改変された。1939年に旅客列車はウィーン - クローマウ区間で、一部は国境駅のカニッツ＝エルベンシッツ駅（モラヴィスケー・ブラーニツェ駅）まで中距離列車の形態で運行された。CMD所属列車はブルノ - モラヴィスケー・ブラーニツェ区間で走行されて、その運行構造は第二次世界大戦の末期まで持続した。1945年にドイツ国防軍はターヤ川鉄道橋を爆破して、同年4月17日以来列車運行は断絶された。鉄道橋はすぐに復旧されたが、1945年12月に国境線が新たに整えられ列車運行は中止された。
終戦後、チェコスロバキア国営鉄道は再建されて、ズノイモ - ブルノ区間の列車編を整理した。1947年に内燃機関動力の急行列車がその区間に導入された。
1970年12月15日にブルノ下駅 - ブルノ中央駅区間は廃止されて、程なく撤去された。

### チェコ鉄道時代

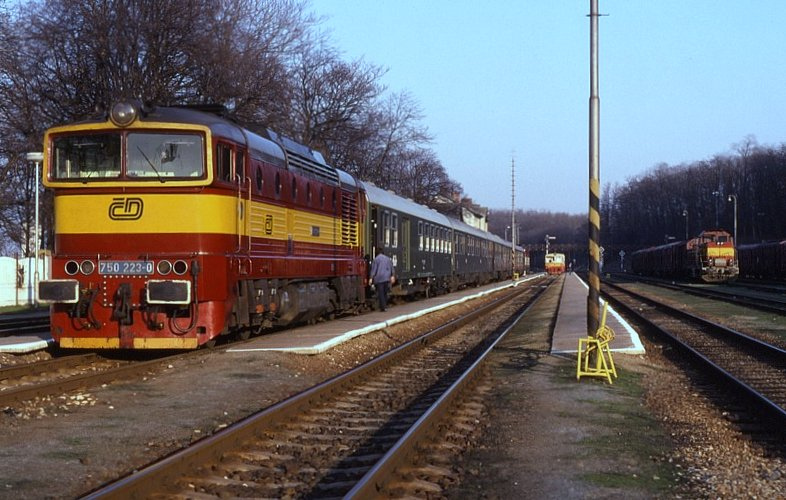
フルショヴァニ（イェヴィショヴコウ）駅に停車する急行列車（1996年）

1993年1月1日チェコ鉄道は新たに設立されて、この路線もČDに所属することとなった。2003年よりこの路線の運営はチェコ鉄道の上下分離方式によりチェコ鉄道公団に移管された。
2010年6月30日にヘヴリーン - フルショヴァニ区間の旅客運送が中止された。SŽDCは2019年にその区間をヘヴリーン町に売却して、特別列車がその区間で運行される予定である。2019年10月、SŽDCはブルノ - ストルジェリツェ区間の電化および現代化をブルノ - ザスターヴカの改修プロジェクトの部分として公式的に発表した。

## 運行形態[12]

### 快速「スピェシニー(Sp)」
- 平日
朝にフルショヴァニ発ブルノ行が一日4本、夕方にブルノ発モラフスケー・クルムロフ行が一日3本、フルショヴァニ行が一日2本、モラフスキー・クルムロフ発ブルノ行が一日2本運行される。ホルニー・ヘルシピツェはブルノ行のみ停車する。
過去の運行形態
2019年以前は、朝の東行が一日2本、夕方の西行が一日4本、東行が一日1本の運行であった。朝の便のうち1本がボフチツェ始発であった。夕方の西行がストルジェリツェにも停車していた他、ホルニー・ヘルシピツェを通過していた。夕方の東行はシルーフキ - ブルノ間ノンストップであった。
2020年度に、夕方のフルショヴァニ行1本がストルジェリツェ通過となった。
2021年度に、夕方のクルムロフ行2本もストルジェリツェ通過となり、ストルジェリツェは全列車通過となった。
2023年度に、朝の便が全てフルショヴァニ始発となった。
2025年度より、朝の東行が一日4本に増発された。夕方は、ブルノ - クルムロフ間で一日1往復が増発となった。ストルジェリツェ下駅が全列車停車となった他、ブルノ行に限り、ホルニー・ヘルシピツェ停車となった。

- 過去の運行系統
ミクロフ - フルショヴァニ - ブルノ本駅 - クラーロヴォ・ポレ
2017年の春季と2018年の春季・夏季、休日限定で一日1往復運行していた。244号線内はノンストップだが、2018年は途中クルムロフのみに停車していた。フルショヴァニ以南は246号線に、ブルノ以北は250号線に直通していた。

### 普通
区間毎に運転系統が分かれる。
- ブルノ - ボフチツェ (- ミロスラフ)間
1時間に1本の運行。平日は大部分がブルノ - ボフチツェ間の運行で、ボフチツェ - ミロスラフ間は後述のフルショヴァニ直通便と、ミロスラフ止まり一日2往復のみが運行する。休日は、半数がブルノ - ミロスラフ間、残り半数がブルノ- イヴァンチツェ間の運行となり、後者はブラーニツェ - ボフチツェの区間便と接続するダイヤとなっている。なお、トロウブスコとオストポヴィツェは全列車が通過するが、代わりに240号線の普通列車の半数が停車する。
過去の運行形態
2015年以前は、ボフチツェ - ミロスラフ間に平日も2時間に1本の本数が確保されていた他、上下で通過駅が異なっていた（ブルノ方面は現在と同じだが、ボフチツェ方面はトロウブスコ停車・ストルジェリツェ下駅通過であった）。スタリー・リースコヴェツ駅は当時未開業。
2015年末に、平日のミロスラフ発着便がボフチツェまで短縮された。
2021年末に、半数がスタリー・リースコヴェツ停車となった。平日・休日とも、ボフチツェ方面に直通する列車が主に停車となった。
2023年度に、平日のうち一日2本がミロスラフまで延伸となった。
2025年度より、全列車スタリー・リースコヴェツ停車となった。

- ブラーニツェ～イヴァンチツェ・オスラヴァニ間
平日は、ブラーニツェ～イヴァンチツェ間に1時間に1本の運行。ブラーニツェで、ブルノ方面・ボフチツェ方面の双方に接続する。土曜日も1時間に1本の運行だが、半数がブルノまで直通する。休日は2時間に1本の運行で、多くがブルノまで直通する。
2016年以前は、イヴァンチツェ～オスラヴァニ間に、毎年5月1日のみ、一日5往復が運行していたが、現在は列車が運行されていない。

- ブルノ - ミロスラフ - フルショヴァニ間
朝にブルノ行が土曜1本、ラクシツェ発フルショヴァニ行が平日1本運行する。夜にフルショヴァニ行が平日1本・休日2本、ブルノ行が金曜1本運行する。平日は、各駅に停車する快速と合わせて、一日4往復の運行となる。
2019年以前は、ミロスラフ - フルショヴァニの区間運転が、土曜・休日のみ4時間に1本運行していた。また、2022年以前はラクシツェ発フルショヴァニ行が運行していなかった。2024年度以前は朝のブルノ行が平日2本運行していたが、2025年度より快速に置き換えられた。

### 臨時列車
- ズノイモ歴史ワイン祭関連列車（快速）
夏に年1日、ズノイモ - フルショヴァニ - ブルノ間に一日1往復が運行する。フルショヴァニ以南246号線に直通する。ブルノ行はボフチツェ、クルムロフ、ブラーニツェ、ストルジェリツェに停車するが、ズノイモ行はブラーニツェとクルムロフのみに停車する。2018年運行。

## 駅一覧
以下では、チェコ国鉄244号線の駅と営業キロ、停車列車、接続路線などを一覧表で示す。
- 種別
  - Sp：快速
  - Os：普通
- 停車駅
  - ■印：全列車停車（休日運行の快速を除く）
  - ●印：大部分停車、一部通過
  - ◐印：半数停車、半数通過。
  - ○印：大部分通過、一部停車
  - ｜印：全列車通過

### フルショヴァニ～ブルノ間
| 路線名 | 駅名                                       | 駅間営業キロ | 累計営業キロ      | 累計営業キロ           | Sp | Os | 接続路線                                                                                           | 所在地         | 所在地               |
| ------ | ------------------------------------------ | ------------ | ----------------- | ---------------------- | -- | -- | -------------------------------------------------------------------------------------------------- | -------------- | -------------------- |
| 244    | フルショヴァニ・ナド・イェヴィショフコウ駅 | -            | ウィーンから 92.5 | フルショヴァニから 0.0 | ■  | ■  | 246号線                                                                                            | 南モラヴィア州 | ズノイモ郡           |
| 244    | プラヴィツェ駅                             | 4.2          | 97.2              | 4.7                    | ■  | ■  | | 南モラヴィア州 | ズノイモ郡           |
| 244    | ブルジェジャニ駅                           | 3.0          | 100.2             | 7.7                    | ■  | ■  | | 南モラヴィア州 | ズノイモ郡           |
| 244    | ドレニツェ駅                               | 4.9          | 105.1             | 12.6                   | ■  | ■  | | 南モラヴィア州 | ズノイモ郡           |
| 244    | ミロスラフ駅                               | 2.6          | 107.7             | 15.2                   | ■  | ■  | | 南モラヴィア州 | ズノイモ郡           |
| 244    | ボフチツェ駅                               | 6.8          | 114.5             | 22.0                   | ■  | ■  | | 南モラヴィア州 | ズノイモ郡           |
| 244    | ラクシツェ駅                               | 3.5          | 118.0             | 25.5                   | ■  | ■  | | 南モラヴィア州 | ズノイモ郡           |
| 244    | モラフスキー・クルムロフ駅                 | 4.0          | 122.0             | 29.5                   | ■  | ■  | | 南モラヴィア州 | ズノイモ郡           |
| 244    | モラフスケー・ブラーニツェ駅               | 9.9          | 131.9             | 39.4                   | ■  | ■  | イヴァンチツェ方面                                                                                 | 南モラヴィア州 | ブルノ・ヴェンコフ郡 |
| 244    | シルーヴキ駅                               | 4.3          | 136.2             | 43.7                   | ■  | ■  | | 南モラヴィア州 | ブルノ・ヴェンコフ郡 |
| 244    | ラドスチツェ駅                             | 3.3          | 139.5             | 47.0                   | ｜ | ●  | | 南モラヴィア州 | ブルノ・ヴェンコフ郡 |
| 244    | ストルジェリツェ駅                         | 3.1          | 142.6             | 50.1                   | ｜ | ■  | 240号線（プルゼニ方面）                                                                            | 南モラヴィア州 | ブルノ・ヴェンコフ郡 |
| 240    | ストルジェリツェ下駅                       | 1.7          | 144.3             | 51.8                   | ■  | ●  | | 南モラヴィア州 | ブルノ・ヴェンコフ郡 |
| 240    | トロウブスコ駅                             |              | (146.0)           |                        | ｜ | ｜ | | 南モラヴィア州 | ブルノ・ヴェンコフ郡 |
| 240    | オストポヴィツェ駅(*1)                     |              | (147.7)           |                        | ｜ | ｜ | | 南モラヴィア州 | ブルノ・ヴェンコフ郡 |
| 240    | ブルノ・スタリー・リースコヴェツ駅(*1)     | 5.4          | 149.7             | 57.2                   | ｜ | ■  | | 南モラヴィア州 | ブルノ市             |
| 240    | ブルノ・ホルニー・ヘルシピツェ駅           | 3.2          | 152.9             | 60.4                   | ○  | ■  | 251号線（ブダペスト/ウィーン方面）                                                                 | 南モラヴィア州 | ブルノ市             |
| 240    | ブルノ本駅                                 | 2.8          |                   | 63.2                   | ■  | ■  | 251号線（プラハ方面） 260号線（クルジェノヴィツェ方面）、340号線（ウヘルスケー・フラヂシチェ方面） | 南モラヴィア州 | ブルノ市             |

(*1): 2021年12月開業。

### ブラーニツェ～イヴァンチツェ・オスラヴァニ間
| 路線名 | 駅名                            | 駅間営業キロ | 累計営業キロ | Os | 接続路線                   | 所在地         | 所在地               |
| ------ | ------------------------------- | ------------ | ------------ | -- | -------------------------- | -------------- | -------------------- |
| 244    | モラフスケー・ブラーニツェ駅    | -            | 0.0          | ■  | プラハ方面、ボフチツェ方面 | 南モラヴィア州 | ブルノ・ヴェンコフ郡 |
| 244    | イヴァンチツェ・レトヴィスコ駅  | 3.1          | 3.1          | ●  |                            | 南モラヴィア州 | ブルノ・ヴェンコフ郡 |
| 244    | イヴァンチツェ町駅              | 1.8          | 4.9          | ■  |                            | 南モラヴィア州 | ブルノ・ヴェンコフ郡 |
| 244    | イヴァンチツェ駅                | 0.7          | 5.6          | ■  |                            | 南モラヴィア州 | ブルノ・ヴェンコフ郡 |
| 244    | オスラヴァニ駅（2016年5月休止） | 3.5          | 9.1          |    |                            | 南モラヴィア州 | ブルノ・ヴェンコフ郡 |